# Mycetophyllia daniana
Espèce
Statut de conservation UICN

 CR A3c : 
En danger critique
Statut CITES
Mycetophyllia daniana est une espèce de coraux appartenant à la famille des Mussidae.

## Menaces et conservation
L'UICN (23 janvier 2023) classe l'espèce en catégorie CR (en danger critique) dans la liste rouge des espèces menacées depuis 2022. Vulnérable au blanchissement et aux maladies, ce corail a vu sa population décliner de 26 % depuis 1989, et devrait encore diminuer de 80 % d'ici 2050.